# Sénat de l'État de Washington
67e législature
Capitole de l'État de Washington
Le Sénat (en anglais : Senate) est la chambre haute de la législature d'État de Washington, l'organe législatif de l'État américain de Washington.

## Composition
Les 49 sénateurs sont élus pour un mandat de quatre ans renouvelable sans limitation dans l'un des 49 districts législatifs de l'État. Le Sénat est renouvelable par moitié tous les deux ans.
Selon l'article III section 16 de la constitution de l'État, le lieutenant-gouverneur est le président du Sénat. Depuis janvier 2017, il s'agit du démocrate Cyrus Habib (en).
En novembre 2017, à l'occasion d'une élection partielle, le Sénat bascule en faveur du Parti démocrate, qui contrôle désormais les deux chambres de la législature ainsi que le poste de gouverneur.